# 单鳞苞荸荠
单鳞苞荸荠（学名：Heleocharis uniglumis）是莎草科荸荠属的植物。分布于欧洲地区、西伯利亚、远东地区、中亚、北欧和大西洋沿岸、印度、蒙古人民共和国、高加索以及中国大陆的新疆等地，生长于海拔100米至300米的地区，多生在湖边、水边或沼泽土中，目前尚未由人工引种栽培。